# Storbladig katsura
Storbladig katsura (Cercidiphyllum magnificum) är en katsuraväxtart som först beskrevs av Takenoshin Nakai, och fick sitt nu gällande namn av Takenoshin Nakai. Cercidiphyllum magnificum ingår i släktet katsuror, och familjen katsuraväxter. Inga underarter finns listade i Catalogue of Life.

## Beskrivning
Barken är först slät og ljusgrön, men snart blir den ljusgrå med tydliga korkporer. Gamla grenar och stammar får en nästan slät, grå bark.  Knopparna sitter omväxlande på varsin sida och är röda och spetsiga, Bladen är hjärtformade med tandade kanter. Ovansidan är skrynklig och ljusgrön, medan undersidan är något mer grå. Under hösten blir de gulgröna. 
Blomningen sker före lövsprickningen i april. Blommorna är antingen hanblommor eller honblommor, båda är oregelbundna och saknar både kron- och bägarblad. Frukten är en balja.
Rotnätet består av kraftiga huvudrötter, som bildar ett hjärtformat rotsystem. De minsta rötterna ligger dock närmast jordytan där de bildar en tät väv.

## Bildgalleri

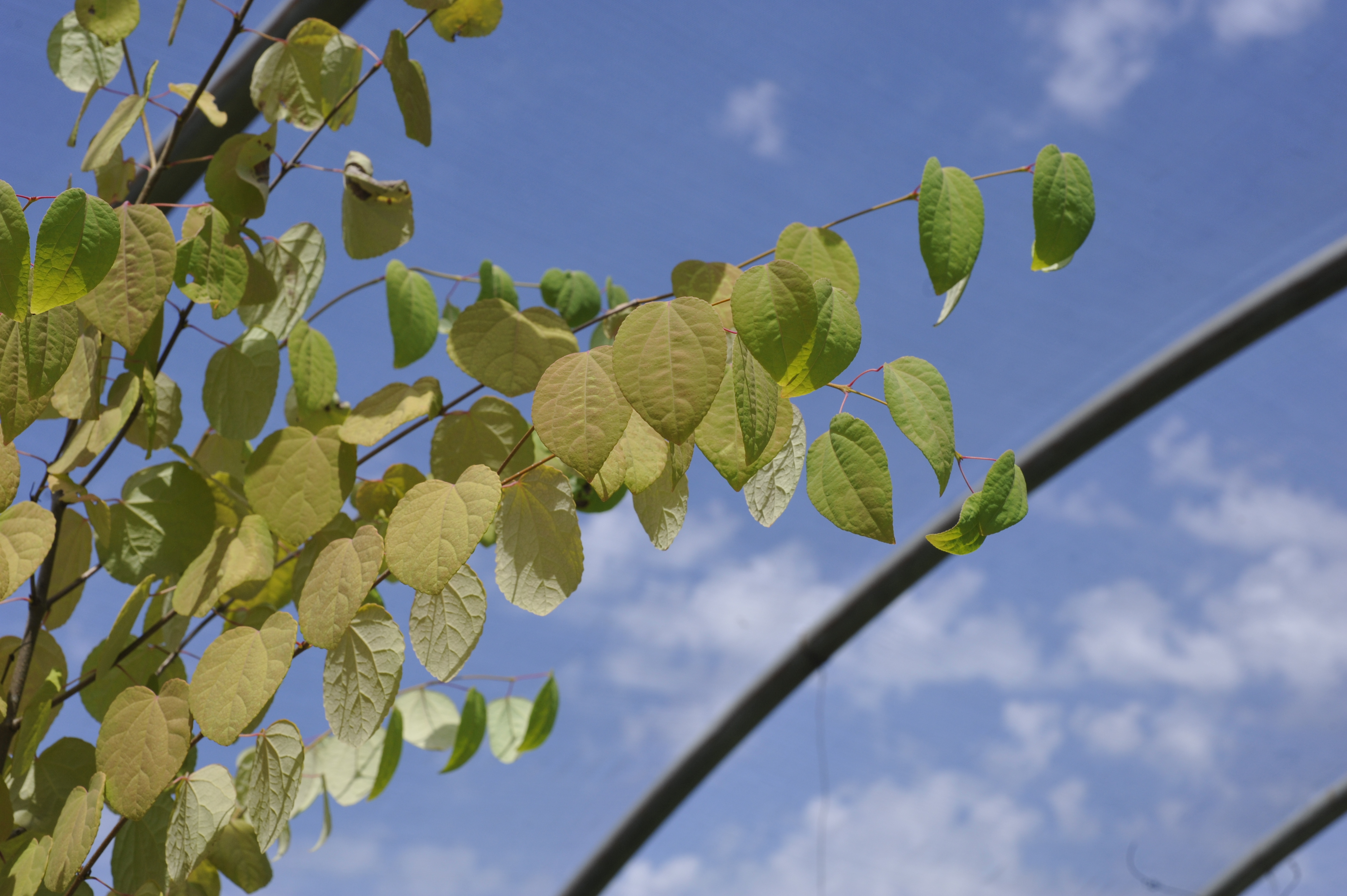
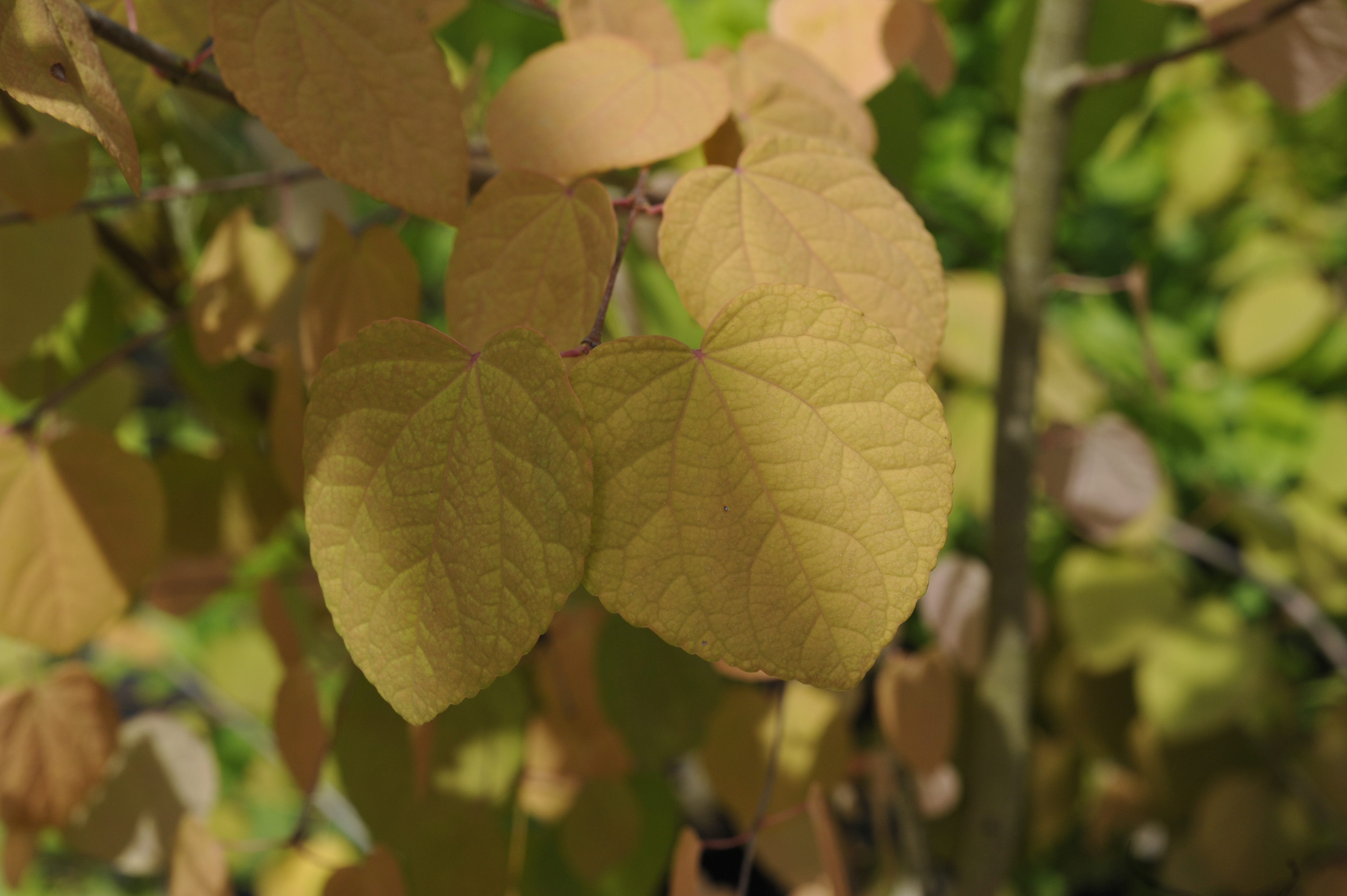
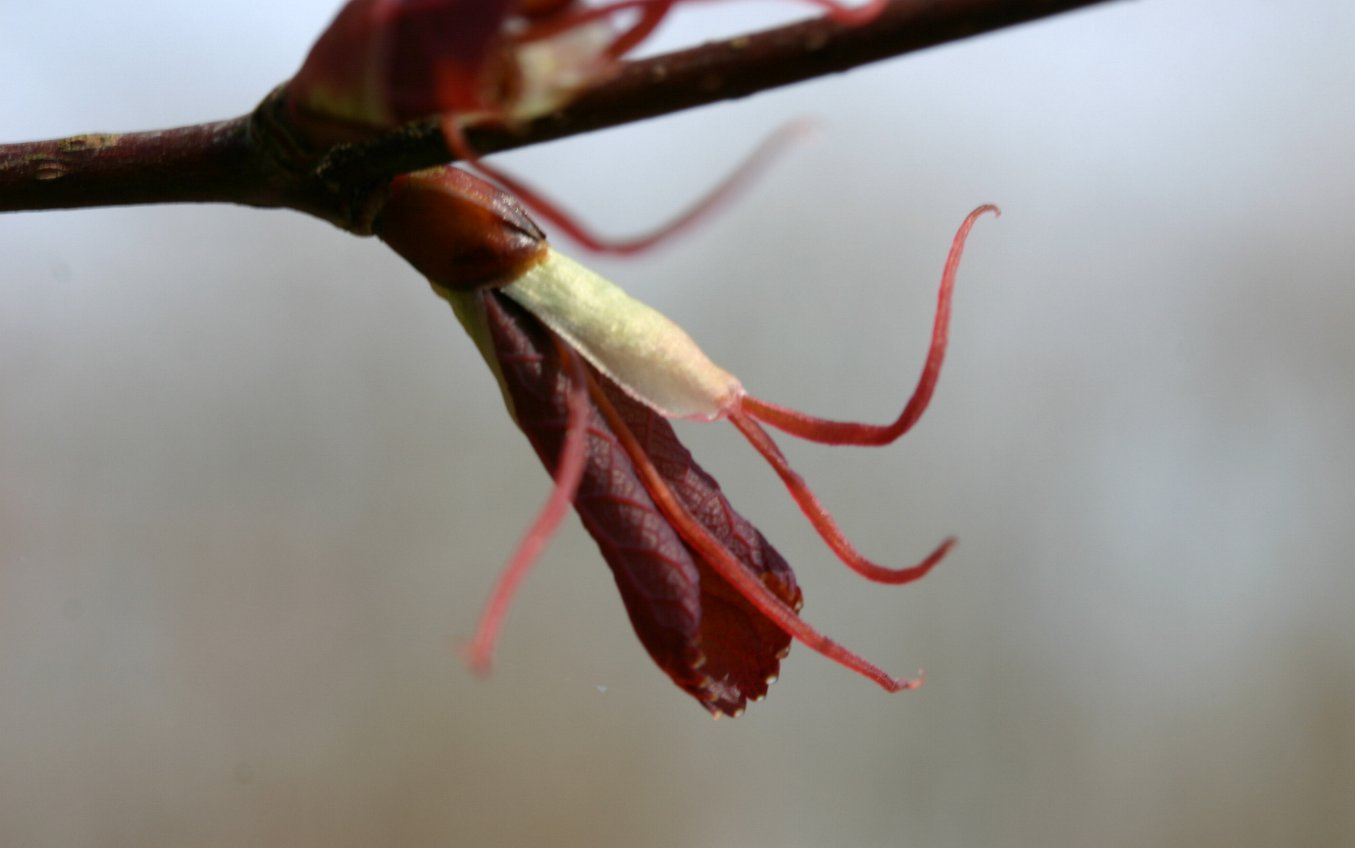
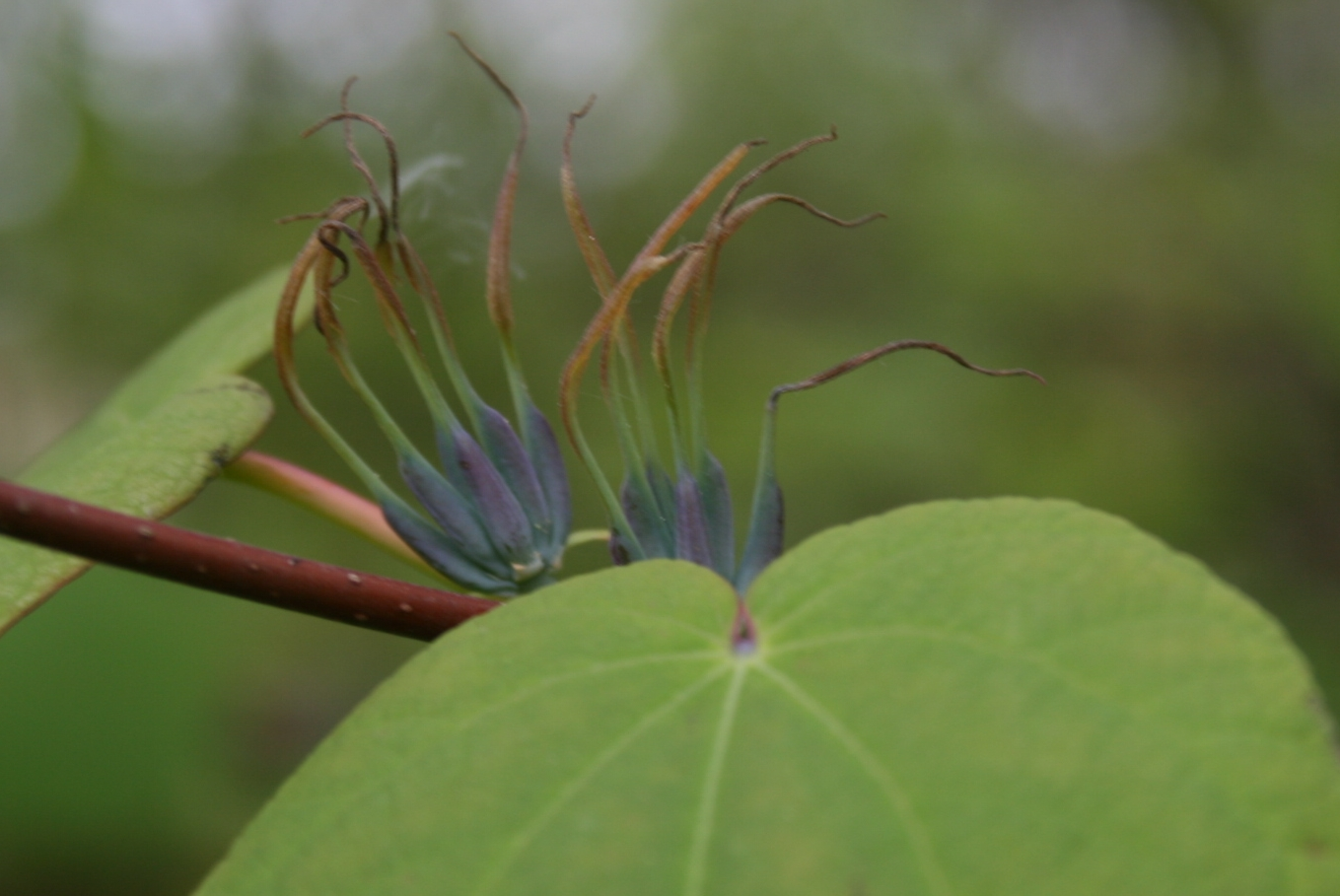
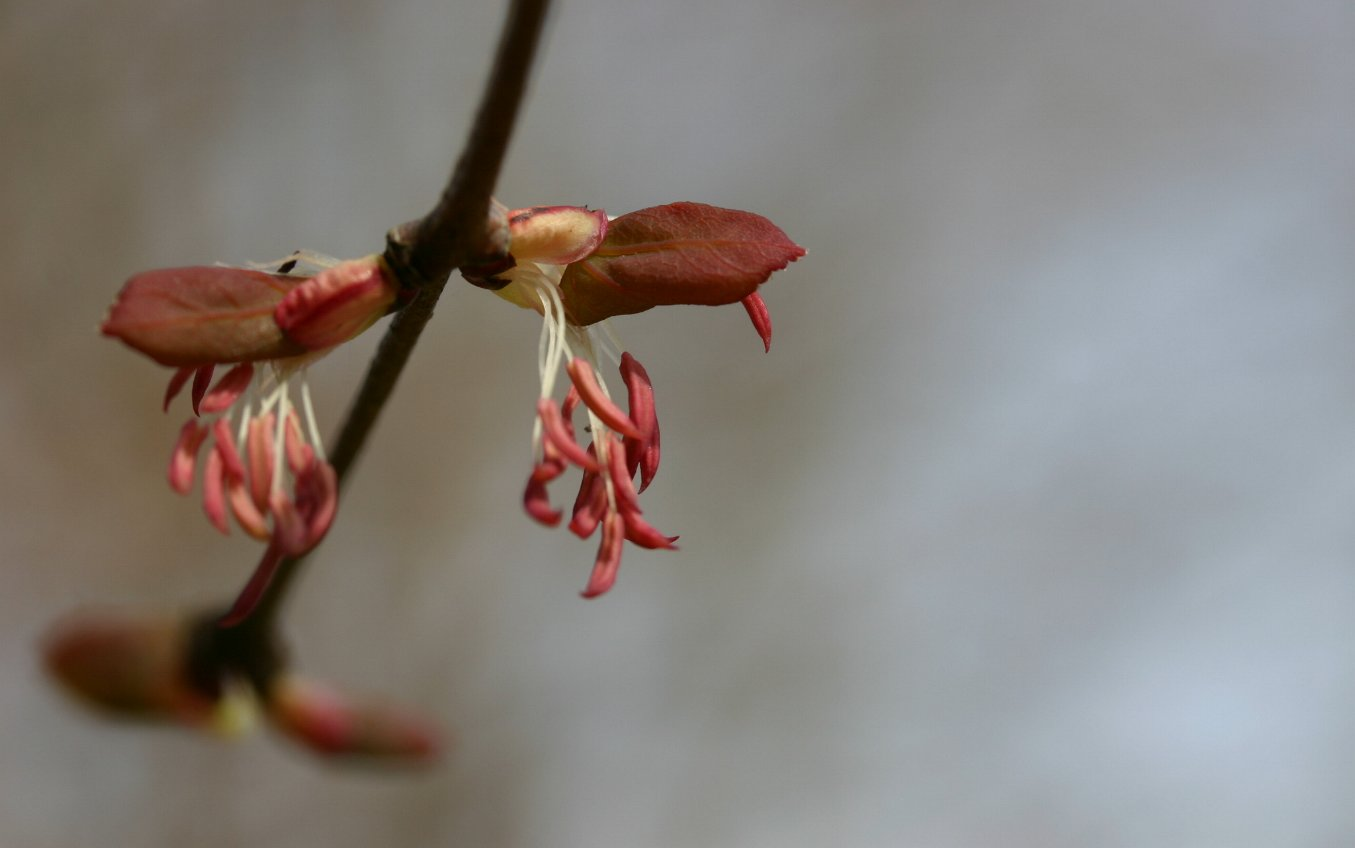